# Куньмінсько-Монреальська глобальна рамкова угода про біорізноманіття
Куньмінсько-Монреальська глобальна система збереження біорізноманіття (англ. Global Framework for Biological Diversity, COP15 Global Framework, Paris Agreement for Nature) — глобальний десятирічний план збереження біорізноманіття до 2030 року, прийнятий у грудні 2022 року на Куньмінсько-Монреальській конференції ООН з Біорізноманіття COP15. Ці плани регулярно приймаються державами, які підписали Конвенцію про біологічне різноманіття.
Глобальна рамкова програма Куньмін-Монреаль замінює попередній десятирічний план, відомий як Цілі Айті, який багато хто вважає невдалим. Навпаки, він містить більш точно визначені цілі та має більш детальну методологію для оцінки ступеня фактичного досягнення цілей.
Звіт про глобальну оцінку біорізноманіття та екосистемних послуг, опублікований Групою експертів з біорізноманіття та екосистемних послуг (IPBES) у 2019 році, став основною основою для цієї структури.
Ухвалені рамки іноді називають «Паризькою угодою про природу». Пропозиція містить 4 довгострокові цілі (до 2050 року) і 23 короткострокові цілі (до 2030 року). Одним із них є, наприклад, вимога до 2030 року охороняти 30 % суші та 30 % морської території з найбільш збереженими екосистемами. Інші амбітні цілі включають відновлення принаймні 30 % деградованих екосистем та управління ними через мережу природоохоронних територій. Вимога значного збільшення фінансування захисту біологічного різноманіття також є новаторською.
Узгоджена структура є компромісом між вимогами розвинутих країн, які прагнули прийняти амбітні та добре вимірні цілі збереження природи, та вимогами країн, що розвиваються, які вимагали більше фінансових ресурсів для захисту біорізноманіття. Розвинуті країни пообіцяли значно збільшити фінансову допомогу для порятунку екосистем, що перебувають під загрозою зникнення, і поступилися країнам, що розвиваються, у їх вимогах більшого спільного використання вигод від використання генетичних ресурсів. У свою чергу країни, що розвиваються, погодилися на суворі цілі збереження біорізноманіття.
Країни, які прийняли глобальну структуру, повинні включити її цілі у свої національні стратегії та плани дій і поступово впроваджувати їх.

## Конвенція про біологічне різноманіття та Глобальна рамка
Куньмінсько-Монреальська глобальна структура біологічного різноманіття є одним із 10-річних планів, які регулярно приймаються державами-підписантами Конвенції про біологічне різноманіття. Зустрічі, на яких приймаються ці плани, відомі як Конференція Сторін і називаються «КС» (Конференція Сторін) із відповідним порядковим номером. Куньмінсько-Монреальська глобальна структура була прийнята в грудні 2022 року на конференції COP15, перша частина якої проходила в Куньміні, Китай, а друга частина — в Монреалі, Канада. Таким чином прийнята глобальна рамка замінила попередній план, відомий як «Цілі Айті».

## Тло

### Провал цілей в Айті
За три роки до прийняття Глобальної рамки Група експертів з біорізноманіття та екосистемних послуг (IPBES) опублікувала важливий Глобальний звіт про оцінку біорізноманіття (2019). Вона попереджає, що якщо нинішні тенденції розвитку суспільства збережуться, то в найближчі десятиліття неминуче станеться екологічна катастрофа у вигляді масового вимирання видів і розпаду світових екосистем. Тому це вимагає значного розширення та впорядкування мережі природоохоронних територій і трансформації цілих економічних секторів і споживчих моделей суспільства. Ця доповідь стала основною основою для переговорів і розробки цілей у прийнятих глобальних рамках.
У 2020 році секретаріат Конвенції про біологічне різноманіття оприлюднив звіт, у якому відкрито визнає, що жодна з цілей Айті не була повністю досягнута. Порівняно з цим попереднім планом нові цілі були визначені точніше, і більше уваги приділено моніторингу та звіту про прогрес, досягнутий у досягненні цілей.

### Ініціатива 30х30
Коаліція з великими амбіціями, яка прагнула забезпечити захист людства 30 % суші та 30 % морської території з найбільш збереженими екосистемами до 2030 року, ймовірно, також мала значний вплив на результат переговорів, до яких зрештою приєдналися понад 100 країн. Значний внесок у просування цієї мети зробив також американський Wyss Foundation, який спільно з National Geographic започаткував глобальну петиційну кампанію, т. зв. Кампанія за природу. Поставлена мета фактично була прийнята в рамках затвердженого плану.

### Позиція Євросоюзу
Європейський Союз, намагаючись досягти максимально амбітних цілей у сфері охорони природи, взяв на себе зобов'язання досягти цілей, які, як передбачалося, можуть бути прийняті на глобальному рівні ще до глобальної конференції. Тому Європейська комісія розробила кілька стратегій, які згодом були схвалені Європейським парламентом. Ці стратегії є частиною Зеленої угоди для Європи та містять деякі важливі зобов'язання, наприклад, захистити принаймні 30 % європейської землі та 30 % європейських морів до 2030 року, скоротити використання пестицидів на 50 %, відкласти 10 % сільськогосподарських культур. землі з значними ландшафтними особливостями, 25 % сільськогосподарських угідь для обробітку в екологічному режимі тощо. Ці стратегії в основному включають Стратегію біорізноманіття ЄС до 2030 року, Стратегію «Від виделки до виделки» та Нову лісову стратегію ЄС до 2030 року.

### Спільне використання переваг генетичних ресурсів
У той час як розвинені країни наголошували на досягненні амбітних і добре вимірних цілей у сфері захисту біорізноманіття, країни, що розвиваються, більше наголошували на питанні спільного використання вигод від використання генетичних ресурсів. Це питання також є частиною Конвенції про біологічне різноманіття і наразі регулюється т. зв Нагойський протокол.
Ця тема стосується, наприклад, фармацевтичної промисловості. Багато лікарських речовин отримують з організмів, які походять з території іншої країни, і фармацевтична компанія, яка продає такі ліки, згідно з чинним законодавством, повинна передавати частину свого прибутку в цю країну. Така компанія повинна ділитися прибутком з даною державою, навіть якщо вона синтезує лікарську речовину штучно, але на відкриття цього препарату надихнув препарат, отриманий безпосередньо з даного організму. Важливість таких речовин також зростає завдяки технології секвенування.
Однак країни, що розвиваються, звідки походить багато цих мікроорганізмів, скаржаться, що фармацевтичні компанії уникають своїх зобов'язань і недостатньо ділять вигоди з країнами походження. Ці держави часто навіть говорять про «біопіратство», коли фармацевтичні компанії патентують традиційні знання корінних народів або використовують їх для виробництва власних ліків, не даючи нічого натомість.
Тому значну частину цілей затвердженої рамки становлять саме питання спільного використання вигод від генетичних ресурсів.

### Внески розвинених країн
Найбільш збережені та найцінніші екосистеми на нашій планеті знаходяться переважно в Африці, Латинській Америці, Центральній Америці та Південно-Східній Азії. Це означає, що вимоги захисту біологічного різноманіття найбільше покладаються на країни, що розвиваються.
Тому вони вимагають значного збільшення фінансових внесків від розвинених країн, і цією допомогою вони також обумовлюють захист своїх екосистем. Розвинені країни пообіцяли щорічно виділяти 25 мільярдів доларів біднішим країнам на захист біорізноманіття до 2025 року, збільшивши цю допомогу до 30 мільярдів доларів на рік до 2030 року.
Таким чином, узгоджену глобальну структуру можна розглядати значною мірою як компроміс між розвиненими країнами та країнами, що розвиваються, де країни, що розвиваються, зобов'язалися суворо захищати свої екосистеми в обмін на фінансову допомогу та поступки у сфері розподілу вигод від генетичних ресурсів.

### Прийняття рамки
Нова Глобальна структура біорізноманіття була остаточно прийнята в грудні 2022 року в Монреалі на завершення конференції COP15. Оскільки перша частина цієї конференції відбулася в Куньміні, Китай, узгоджений план також називають Глобальною рамковою угодою Куньмінь-Монреаль або Планом Куньмінь-Монреаль.

## Зміст рамки
Стратегічні рамки містять чотири довгострокові цілі, які мають бути досягнуті до 2050 року, і 23 короткострокові цілі до 2030 року.

### Цілі до 2050 року

#### Ціль А
Усі існуючі екосистеми мають бути збережені, відновлені, пов'язані між собою, а до 2050 року їхня площа суттєво збільшена. Вимирання відомих видів, що знаходяться під загрозою зникнення, спричинене людиною, має бути зупинено, а швидкість і ризик вимирання зменшені на десяту частину. Популяції диких місцевих видів слід привести до здорового рівня, що забезпечує достатню стійкість, а також має бути збережено генетичне різноманіття, від якого залежить їхня здатність до адаптації. Те ж саме стосується і одомашнених видів.

#### Ціль B
Нам слід керувати біорізноманіттям і використовувати його стабільно, щоб переваги, які екосистеми надають людям, зберігалися для майбутніх поколінь. Тому ми повинні мати можливість належним чином оцінювати, підтримувати, зміцнювати функції та екосистемні послуги та відновлювати ті, які занепадають.

#### Ціль С
Грошові та негрошові вигоди, що виникають у результаті використання генетичних ресурсів та інформації про цифрові послідовності, отриманої з них, повинні справедливо розподілятися, в тому числі з корінними народами та місцевими громадами, з територій яких походять ці генетичні ресурси. До 2050 року обсяг таких спільних благ значно зросте порівняно з сьогоднішнім. Також буде забезпечено належний захист традиційних знань, пов'язаних із генетичними ресурсами, що також сприятиме збереженню та сталому використанню біологічного різноманіття.

#### Ціль D
Усі договірні сторони, зокрема країни, що розвиваються, найменш розвинені та малі бідні острівні держави, а також країни з перехідною економікою, мають бути справедливо доступні та забезпечені достатніми засобами, необхідними для досягнення узгоджених цілей. В основному це фінансові ресурси, потужності та технології. У сфері захисту біорізноманіття до 2050 року необхідно збільшити обсяг фінансових потоків на 700 мільярдів доларів на рік, чого зараз не вистачає.

### Цілі до 2030 року[2]
1. До 2030 року забезпечити, щоб усі землі на Землі були охоплені спільним плануванням землекористування, що регулює зміни в земле- та морекористуванні. Воно має бути налаштоване таким чином, щоб до 2030 року втрата територій з високою цінністю біорізноманіття була близькою до нуля, з дотриманням прав корінних народів і місцевих громад.
2. Відновити щонайменше 30 % деградованих наземних, прісноводних, прибережних і морських екосистем до 2030 року, щоб підвищити їхнє біорізноманіття, екосистемні послуги, екологічну цілісність і сполучуваність.
3. Щонайменше 30 % наземних, прісноводних, прибережних і морських територій, особливо найбільш екологічно цінних, мають бути ефективно захищені та управлятися за допомогою екологічно репрезентативних, добре пов'язаних і справедливо керованих систем природоохоронних територій. Будь-яке використання цих територій має повністю відповідати природоохоронним заходам. Необхідно також поважати права корінних народів і місцевих громад, включаючи права на їхні традиційні території.
4. Необхідно вжити заходів, щоб зупинити антропогенне вимирання відомих видів, що перебувають під загрозою зникнення. Чисельність і генетичне різноманіття популяцій диких і свійських видів, що перебувають під загрозою зникнення, слід відновити, щоб значно знизити ризик вимирання і підвищити їхню здатність до адаптації. Види, що перебувають під загрозою зникнення, потребують захисту як в їхньому природному середовищі існування, так і за його межами. Сталий менеджмент та управління взаємодією між людиною та дикою природою для мінімізації конфліктів та сприяння співіснуванню також є частиною цих зусиль.
5. Забезпечити, щоб полювання, збирання та торгівля дикими видами були сталими, безпечними та законними. Слід запобігати надмірній експлуатації та мінімізувати її вплив на інші організми і цілі екосистеми. Необхідно також зменшити ризик поширення патогенних мікроорганізмів. Необхідно поважати і захищати традиційне і стале використання диких видів корінними народами і місцевими громадами.
6. Зменшити вплив інвазивних чужорідних видів на біорізноманіття і з цією метою визначити шляхи і способи поширення чужорідних видів. До 2030 року темпи інтродукції та укорінення інших інвазивних видів мають бути знижені щонайменше на 50 %. Особливо в пріоритетних місцях, таких як острови, популяції інвазивних видів повинні бути повністю знищені або принаймні утримуватися на низькому рівні.
7. Знизити рівень забруднення до рівня, який не шкодить біорізноманіттю. Зокрема, надмірні втрати добрив і поживних речовин у ґрунті необхідно скоротити вдвічі. Ризики від використання пестицидів та небезпечних хімікатів також необхідно зменшити щонайменше на 50 %. Забруднення пластиковими відходами також має бути ліквідоване.
8. Мінімізувати вплив зміни клімату та підкислення океану на біорізноманіття шляхом пом'якшення наслідків зміни клімату та адаптації до них. У боротьбі зі зміною клімату слід максимально використовувати природоорієнтовані підходи або відновлення дикої природи, яка здатна краще поглинати і зберігати вуглець.
9. Забезпечити, щоб використання диких видів було сталим і, таким чином, приносило соціальні, суспільні та екологічні вигоди, особливо корінним народам і місцевим громадам, які традиційно найбільше залежать від природи.
10. Забезпечити стале управління у сферах сільського господарства, аквакультури, рибальства та лісового господарства. Значно ширше використовувати практики, дружні до біорізноманіття, які зберігають екосистемні послуги та функції.
11. Відновлювати, підтримувати та посилювати екосистемні послуги, такі як регулювання повітря, води та клімату, поліпшення ґрунтів, запилення, зниження ризиків для здоров'я та захист від стихійних лих за допомогою природоорієнтованих практик.
12. Значно збільшити протяжність, якість та зв'язність зелених і блакитних зон у міських та густонаселених районах. Покращити доступ до них та їхню корисність, зберігаючи при цьому стійкість. Охорона та стале використання біорізноманіття має забезпечуватися через просторове планування. Зокрема, необхідно покращити місцеве біорізноманіття.
13. Прийняти ефективні правові та політичні заходи для забезпечення справедливого розподілу вигод від використання генетичних ресурсів, від використання цифрової інформації про послідовності цих ресурсів і від традиційних знань, пов'язаних з генетичними ресурсами. До 2030 року слід також полегшити доступ до генетичних ресурсів і спільне використання вигод від них.
14. Тема біорізноманіття та його переваг повинна бути включена в усі відповідні політичні та стратегічні документи на всіх рівнях влади і в усіх секторах, особливо в тих, які мають значний вплив на біорізноманіття. Усі відповідні державні та приватні заходи, фіскальні та фінансові потоки повинні поступово узгоджуватися з цілями та завданнями цієї рамкової стратегії.
15. Вжити правових і політичних заходів для забезпечення того, щоб великі компанії, транснаціональні корпорації та фінансові установи регулярно відстежували, оцінювали та прозоро розкривали свої ризики та вплив на біорізноманіття, надавали споживачам інформацію, необхідну для просування сталих моделей споживання, а також звітували про дотримання правил і заходів, пов'язаних з біорізноманіттям.
16. Забезпечити, щоб люди заохочувалися та мали можливість робити вибір на користь сталого споживання. Це має бути досягнуто шляхом покращення освіти, доступу до відповідної інформації та альтернатив. Справедливо зменшити глобальний споживчий слід до 2030 року, в тому числі шляхом скорочення вдвічі глобальних харчових відходів, значного скорочення надмірного споживання та суттєвого скорочення виробництва відходів.
17. Створити умови для впровадження необхідних заходів біобезпеки, зокрема щодо поводження з біотехнологіями та їх розповсюдження.
18. До 2025 року визначити та поступово скасувати або реформувати державні субсидії та стимули, які шкодять біорізноманіттю. Це має бути зроблено у пропорційний, справедливий та ефективний спосіб, щоб до 2030 року відбулося поступове та суттєве скорочення цих стимулів щонайменше на 500 мільярдів доларів США на рік, починаючи з найбільш шкідливих. І навпаки, слід розширити стимули для підтримки збереження та сталого використання біорізноманіття.
19. Істотно і послідовно збільшити обсяг фінансування, доступного для реалізації національних стратегій і планів дій зі збереження біорізноманіття. До 2030 року на ці цілі має витрачатися щонайменше 200 мільярдів доларів США на рік, і ці гроші мають бути легкодоступними. Це фінансування має надходити переважно з державних і приватних джерел у самих країнах, де впроваджуватиметься природоохоронна політика, але значна частина коштів також надходитиме від розвинених країн до країн, що розвиваються, причому до 2025 року розвинені країни виділятимуть 20 мільярдів доларів США на рік, а до 2030 року — всі 30 мільярдів доларів США на рік. Ці гроші повинні переважно надходити до країн, що розвиваються, з високим рівнем біорізноманіття, і особливо до бідних острівних держав. Нові фінансові інструменти, такі як платежі за екосистемні послуги або зелені облігації, також обговорюються в контексті фінансування збереження біорізноманіття.
20. Забезпечити, щоб усі країни мали доступ до технологій та інновацій, необхідних для збереження та сталого використання біорізноманіття. З цією метою країни також повинні мати можливість брати участь у технічному та науковому співробітництві. Ідея полягає, перш за все, в тому, щоб більш розвинені країни надавали технологічну підтримку країнам, що розвиваються.
21. Забезпечити, щоб традиційні знання, інновації, практики і технології корінних народів і місцевих громад були доступні лише за їх вільної, попередньої та усвідомленої згоди, відповідно до національних норм.
22. Забезпечити повне, справедливе та ефективне представництво корінних народів і місцевих громад у процесі прийняття рішень з питань, пов'язаних зі збереженням біорізноманіття. При цьому необхідно поважати їхню культуру, права на землю, території, ресурси та традиційні знання.
23. Забезпечити гендерну рівність у реалізації завдань рамкової програми.

## Реалізація цілей затвердженої рамки
Підводним каменем узгодженої глобальної структури є той факт, що досягнення узгоджених цілей неможливо виконати. Як і у випадку з іншими міжнародними угодами, немає сили, яка б змусила держави дотримуватися узгоджених правил навіть проти їхньої волі.
З іншого боку, існує продумана система моніторингу, звітності та дипломатичного тиску, яка має суттєво сприяти реалізації поставлених цілей. Її основний механізм полягає в тому, що кожна країна, яка погодилася з Рамковою угодою, повинна написати або переглянути свою національну стратегію біорізноманіття, а також свій план дій щодо біорізноманіття. Водночас ці документи мають відповідати цілям глобальної рамки, і кожна країна має їх дотримуватися. Тоді вона повинна буде регулярно звітувати про прогрес у досягненні своїх цілей, які переглядатимуть представники всіх інших держав.
Кожна держава вибере для себе конкретні цілі збереження, оскільки визнається, що окремі держави мають дуже різні та специфічні природні ресурси. Представники окремих країн регулярно зустрічатимуться та оцінюватимуть, чи є добровільні зобов'язання достатньо великими в цілому, а також ступінь виконання цих зобов'язань.
Проте наскільки реально буде досягнуто поставлених цілей, залежить передусім від тиску місцевих громад, громадських ініціатив, ЗМІ, неприбуткових організацій та громадянського суспільства загалом. Певний оптимізм у цьому напрямку зумовлений тим, що екологічна тематика сьогодні має значно більшу вагу, ніж раніше, і більш присутня в медіапросторі. Той факт, що держави взяли на себе відносно амбітні цілі щодо збереження біорізноманіття, є важливим аргументом, який громадянське суспільство може використати для здійснення політичного тиску на свій уряд.